# Ludwig von Mycielski
Ludwig von Mycielski, polonais : Ludwik Mycielski, (né le 13 avril 1854 à Varsovie et mort le 6 janvier 1926 à Gostyna) est propriétaire d'un manoir et député du Reichstag.

## Biographie
Mycielski est le fils de Michael Mycielski, journaliste et éditeur entré dans l'ordre des Jésuites après la mort prématurée de sa femme. Il grandit dans la maison de sa grand-mère et chez son oncle. En 1873, il est diplômé du lycée de Schrimm, étudie ensuite la philologie à Breslau, Louvain et Posen et obtient son doctorat en philosophie à Posen. Après un voyage à Rome, il devient secrétaire du nonce papal Vladimir Czackiemu à Paris de 1879 à 1882. En 1882, il rentre chez lui et exploite une ferme à Dabrowa et Galowo Szamotuly.
De 1884 à 1890, il est député du Reichstag pour la 4e circonscription du district de Posen Buk, Schmiegel, Kosten et la faction polonaise. En 1913, il devient président du Conseil national polonais. Pendant la Première Guerre mondiale, il est actif dans des organisations caritatives en faveur des victimes de la guerre. Après la guerre, il participe aux campagnes pour le référendum en Haute-Silésie.
Il est marié et avait deux enfants. Il est enterré dans la tombe familiale à Gostyna.